# Ragosin-Variante
|   | a | b | c | d | e | f | g | h |   |
| 8 |   |   |   |   |   |   |   |   | 8 |
| 7 |   |   |   |   |   |   |   |   | 7 |
| 6 |   |   |   |   |   |   |   |   | 6 |
| 5 |   |   |   |   |   |   |   |   | 5 |
| 4 |   |   |   |   |   |   |   |   | 4 |
| 3 |   |   |   |   |   |   |   |   | 3 |
| 2 |   |   |   |   |   |   |   |   | 2 |
| 1 |   |   |   |   |   |   |   |   | 1 |
|   | a | b | c | d | e | f | g | h |   |

Die Grundstellung der Ragosin-Variante nach 3. Sb1–c3 Sg8–f6 4. Sg1–f3 Lf8–b4
Bei der Ragosin-Variante handelt es sich um eine Eröffnung im Schachspiel, die zum Damengambit zählt und folglich zu den Geschlossenen Spielen gehört.
Sie entwickelt sich zumeist aus dem Abgelehnten Damengambit. Sie kann allerdings auch aus der Nimzowitsch-Indischen Verteidigung entstehen und wird daher in manchen (älteren) Eröffnungswerken als „Ragosin-System der Nimzowitsch-Indischen Verteidigung“ (Taimanow, S. 227) bezeichnet.
Unter der Ragosin-Variante versteht man die Zugfolge
1. d2–d4 d7–d5 2. c2–c4 e7–e6 3. Sb1–c3 Sg8–f6 4. Sg1–f3 Lf8–b4.
Sie wurde nach dem sowjetischen Großmeister Wjatscheslaw Ragosin benannt und wird in der Eröffnungssystematik der ECO-Codes unter dem Schlüssel D38 klassifiziert.
Mit dem Angriff auf den Punkt c3 ähnelt sie der Westphalia-Variante, die hier nach 5. Lc1–g5 Sb8–d7 entstehen würde und der Cambridge-Springs-Variante. Im Unterschied zur Cambridge-Springs-Variante könnte Schwarz hier c7–c5 in einem Rutsch ziehen. Aber Schwarz  verzichtet vorläufig  auf c7–c5 und ist bereit mit seinem Damenspringer auf c6 seinen Läufer auf b4 zu decken. Z. B. nach 5. Dd1–a4+. In so einem Fall strebt Schwarz dann den Zug e6–e5 an mit aktivem Figurenspiel im Zentrum und am Königsflügel.
5. Lc1–g5 d5xc4 6. e2–e4 c7–c5 ergibt die Wiener Variante.
5. c4xd5 e6xd5 6. Lc1–g5 vermeidet das, schließt  die  Möglichkeit e6–e5 aus und bleibt die Ragosin-Variante. Weiteres Sb8–d7 7. e2–e3 c7–c5 zeigt den Unterschied zur Cambridge-Springs-Variante.
5. c4xd5 e6xd5 6. Lc1–g5 h7–h6 7. Lg5xf6 Dd8xf6 und 5. Lc1–g5 h7–h6 6. Lg5xf6 Dd8xf6 ähneln der Moskauer Variante.
5. c4xd5 e6xd5 6. Lc1–g5 Sbd7!? deckt f6 und ist dadurch bereit beginnend mit c7–c5 aktiv am Damenflügel zu spielen.
5. Lc1–g5 h7–h6 6. Lg5xf6 Dd8xf6 7. Ta1–c1  0–0  8. a2–a3  Lb4xc3+  9. Tc1xc3  d5xc4  10. Tc3xc4  c7–c6 11. Dd1–c2 Sb8–d7 12. e2–e3 e6–e5
ist eine Beispielvariante.
5. e2–e3 führt zum Rubinstein-System der Nimzo-Indischen Verteidigung.